# 登龍門F
『登龍門F』（とうりゅうもん エフ）は、フジテレビジョンで生放送される、若手育成型深夜の特別番組。司会は伊藤利尋、中村仁美両アナウンサー。
生放送中はFAXを送れるようになっていて、送るとプレゼントが当たる。FAXルーム中継は、渡辺和洋・戸部洋子両アナウンサーが担当している。リュウさんの声優は、ハクション大魔王で有名な大平透が担当。
2004年10月18日から2005年9月19日まで、『登龍門』枠（日本時間毎週火曜日未明の1:04-1:58）で「お笑い登龍門」と「音箱登龍門（CLUB TOURYUMON）」に分かれて2部制で、若手お笑いタレントや旬の歌手・ミュージシャンを紹介した。
2005年春にゴールデンタイムで『登龍門ヒットパレード』としても放送された。

## 第1弾
放送日：2004年5月4日24:55-28:55（北海道文化放送でも放送）
登場順
1. 嘉陽愛子【曲目:愛してね♡もっと】
2. 千鳥
3. Love Me Do （村上真理子推薦）
4. The石原（ワタナベエンターテインメント所属）
5. 山本高広（モノマネコント芸…織田裕二など、ワタナベエンターテインメント所属）
6. ハローバイバイ（千野志麻推薦）
7. ジャリズム
8. トータルテンボス（中野美奈子推薦）
9. 井上マー（尾崎豊ワールドの先生コント）
10. タイムマシーン3号
11. カンニング
12. 佐久間一行
13. 東京03
14. さくらんぼブービー
15. フットボールアワー
16. 東京ダイナマイト
17. カンカラ
18. マンションズ（キーストンプロ）
19. アンタッチャブル
20. シャカ
21. MIX-UP
22. Scoobie Do
23. やるせなすの中村豪
24. アンジャッシュ
25. HAИNAH【曲目:桃色前線】
26. つだ♀まさごろ
27. Temiyan【曲目：渚のかげろう】
28. nil（クイズ!ヘキサゴンのテーマ曲「Heat Beat」）
29. ザ・マスミサイル
30. mihimaru GT【曲目：帰ろう歌】
31. OUTSIDE SIGNAL【曲目：がんばれって歌】
32. WAGE
33. 蒼井そら（グラビアアイドル歌手）
34. Sugar
35. 山本彩乃（きくち伸推薦若手アイドル女性歌手、【曲目：Power Song】）
36. 村上ショージ（三宅恵介と明石家さんま推薦）

このほか、ネプチューン、明石家さんま、小堺一機、爆笑問題・おすぎとピーコが「若手にエールを送る“フジっ子”」として、お笑い芸人やアーティストを推薦するフジテレビ社員がVTR出演した。

## 第2弾
- 放送日：2004年8月7日25:45-29:30（翌朝5:30）
- タイトル：「登龍門F88祭り!!」

出演者
1. 小倉優子（小仲正重推薦）
2. アンタッチャブル
3. 品川庄司（坪井貴史推薦）
4. ハローバイバイ（金成公信の母ちゃん登場）
5. 森下千里（高橋真麻、関卓也推薦）
6. アンジャッシュ（藪木健太郎推薦）
7. 青木さやか（相川梨絵推薦）
8. エレキコミック（朝妻一推薦）
9. マギー審司
10. 杏さゆり（木村剛推薦）
11. ガリットチュウ
12. パンクブーブー
13. 木村カエラ（きくち伸推薦。曲目：Level42）
14. キングオブコメディ
15. リチャード・フォーチュン
16. 及川奈央 （曲目：イミテーションゴールド）
17. ダチョウ倶楽部
18. スピードワゴン（出口敬生推薦）
19. マイケル（村上真理子推薦）
20. KOKIA （曲目：夢がチカラ、アテネオリンピック公式応援ソング）
21. JOYTOY（太田一平推薦）
22. やるせなす（中村豪）
23. アンガールズ
24. ヒロシ （佐々木恭子、山本布美江推薦）
25. 安田大サーカス （宇津井健の息子・フジテレビ事業部主任宇津井隆推薦）
26. Umekichi（権利開発部の服部克久の息子推薦。新世代の三味線エンターテインメント）
27. タイムマシーン3号 （AD武田推薦）
28. タカアンドトシ （斉藤舞子、神原孝推薦）
29. 井上マー （高樹千佳子推薦）
30. 千鳥（ニュー天丼展開）
31. 南海キャンディーズ
32. 東京ダイナマイト（谷口大二推薦）
33. MARS（フジテレビ社員で結成したバンド）
34. カンニング

このほか、くりぃむしちゅーらが「若手にエールを送る“フジっ子”」として、お笑い芸人やアーティストを推薦するフジテレビ社員がVTR出演。

## 第3弾
- 放送日：2005年1月1日未明（2004年12月31日深夜）00:40～06:00(JST)
- タイトル「若手芸人ネタ祭り!!～元旦生ライブSP」
- 全国16局ネット
  - フジテレビ、北海道文化放送、岩手めんこいテレビ、秋田テレビ、仙台放送、長野放送、テレビ静岡、富山テレビ、福井テレビ、東海テレビ、関西テレビ、テレビ新広島、テレビ愛媛、高知さんさんテレビ、テレビ西日本、テレビ大分

出演者
1. ドランクドラゴン
2. 波田陽区
3. レギュラー
4. 友近
5. 長井秀和
6. ヒロシ
7. ペナルティ
8. 陣内智則
9. アンガールズ
10. 劇団ひとり
ネタ以外に覆面をかぶり寒空のもとクイズを行ったが、最後は覆面をはがされる。
11. いつもここから
12. 千鳥
13. カンニング（竹山隆範）
14. アンタッチャブル
15. おぎやはぎ
16. 青木さやか（ピアノ弾き語り）
17. 安田大サーカス
18. ホリ
19. ハローバイバイ
20. ジャリズム
21. 及川奈央・蒼井そら・夏目ナナ（曲名：ロコローション、CHO CHO TRAIN）
22. 電撃ネットワーク
23. やるせなす（中村豪）+安井順平
24. バナナマン
25. スピードワゴン
26. アンジャッシュ+エレキコミック
27. 井上マー
28. トータルテンボス
29. ハリガネロック
30. 木村カエラ（曲名：happiness!!!）
31. POISON GIRL BAND
32. クワバタオハラ
33. 木村祐一
34. 18KIN
35. パンクブーブー
36. ネゴシックス
37. タイムマシーン3号
38. キングオブコメディ
39. 河辺千恵子（曲目・「Shining!」）
40. 上々軍団
41. WAGE
42. 博多華丸・大吉
43. 間慎太郎（間寛平推薦）
44. 流れ星
45. 俺のバカ
46. ミスゴブリン（曲名：Tommy）

- TBSと同時生放送は「CDTVスペシャル!年越しプレミアライブ2004→2005」でTBSの小林麻耶がV5スタジオに波田陽区を迎えに来たが、波田はTBS本社に到着したもののTBSのスタジオには番組終了に間に合わなかった。小林は伊藤利尋の「キッカケは～」のフリにフジテレビ!と答え、姉妹で伊藤と絡んだ事になる。番組終盤には「お台場初日の出まつり」（2005年1月1日6:00-7:00(JST)）の今田耕司・高橋克実・中野美奈子も中継で生出演。
- フジテレビ出演者（フジっ子）の面々やFNS系列局社員がVTRで出演、新年の挨拶を行った。

## 登龍門ヒットパレード
「登龍門F」と「初詣!爆笑ヒットパレード」とのコラボレーションで実現した、若手からベテランまでがネタを見せる演芸番組。2005年4月2日19:00-20:54(JST)放送、公開録画放送。第2弾は2005年10月9日19:00-20:54(JST)放送。

### 第1弾
- 波田陽区がギター侍でフジテレビ番組出演者斬りを行う中継（リポーター・中村仁美）では、今田耕司にモノマネをさせたり（モノマネ初披露斬り）、TOKIOを斬ったつもりが逆に波田の昔の写真を見せられたり、「クイズ!ヘキサゴン」収録スタジオに行き「交渉人 真下正義」主演のユースケ・サンタマリアを斬っては逆にユースケにダメ出しされていた。
- カンニング・竹山隆範が相方オーディションという名目のお笑いタレントとのコラボレーションネタ中継（竹山ンガールズ、いつも竹山から、竹山探検隊、竹山大サーカス、竹山with長井秀和etc）も行ったが、渡辺和洋がリポートする中でも集まった芸人ブーイングが起きていた。

出演芸人（出演順）
1. アンタッチャブル
2. ドランクドラゴン
3. ヒロシ
4. パペットマペット
5. レギュラー
6. マギー審司&ふじいあきら
7. いつもここから
8. 海原はるか・かなた
9. 長井秀和
10. エレキコミック
11. 大木こだま・ひびき
12. 南海キャンディーズ
13. あした順子・ひろし
14. アンガールズ
15. 千鳥
16. 昭和のいる・こいる

### 第2弾
第2弾は出身地別に東西に分かれて対決し、観客150人の投票でどちらが面白かったを審査と相撲対決5回戦を行い、勝ちチームに最高賞金200万円（1ポイントにつき1万円）が贈られる（東軍67ポイントVS西軍83ポイントで、西軍が勝利、獲得賞金111万円を山分け）。
出演芸人（第2弾）
| 東軍 | 西軍                                                                                         |
| 品川庄司、いつもここから、ペナルティ、マギー審司&ふじいあきら、長井秀和、ドリームボンバー健、昭和のいる・こいる | 南海キャンディーズ、アンガールズ、ヒロシ、陣内智則、レギュラー、次長課長、大木こだま・ひびき |

第2弾は竹山隆範企画による「芸人大相撲お台場場所」も行われた。実況は向坂樹興、解説は旭道山和泰、東軍レポーターは田淵裕章、西軍レポーターは渡辺和洋。
| 勝敗 | 東                 | 西             |
| 東   | 品川祐             | 山里亮太       |
| 東   | マギー審司         | マイケル       |
| 西   | 大島美幸（森三中） | まちゃまちゃ   |
| 西   | 庄司智春           | パッション屋良 |
| 西   | 竹山隆範           | 長州小力       |

※品川祐（品川庄司）は、山里（南海キャンディーズ）に一度負けたので物言いをつけ、再勝負した。
ギター侍・波田陽区は、島田紳助（斬ったつもりが返し斬りされた）、くりぃむしちゅー&青木さやか（青木は斬らずに暴露）、堺正章&志村けん斬り（大御所で緊張）。

### 出演者
司会
- 伊藤利尋（第1弾のみ）
- 高島彩
- 中野美奈子（第2弾）
- 戸部洋子(第2弾)

スタッフ
- ナレーター・三村ロンド(第1弾)、佐藤賢治(第2弾)
- プロデューサー・神原孝、佐々木将、朝妻一

## 第4弾
- 放送予定日時・2005年8月27日1:55 - 5:00(JST)
- タイトル「登龍門F残暑お見舞いネタ祭り」
- ネット局
  - フジテレビジョン、新潟総合テレビ、テレビ西日本

出演者（順不同）
- アンジャッシュ
- アンタッチャブル
- ヒロシ
- レギュラー
- ドランクドラゴン
- 次長課長
- 南海キャンディーズ
- ドリームボンバー健
- ペナルティ
- FUJIWARA
- マギー審司
- バナナマン
- パペットマペット
- 長井秀和
- 麒麟
- ホリ
- 波田陽区
- エレキコミック
- アジアン（推薦枠）
- 千鳥
- キングオブコメディ（推薦枠）
- タカアンドトシ
- 及川奈央&蒼井そら（曲名：TRF「CRAZY GONNA CRAZY」→マンピーのG★SPOT）
- トータルテンボス（推薦枠）
- 安田大サーカス
- 巨乳まんだら王国with中野美奈子「inもじゃもじゃ」
- ザ・プラン9
- タイムマシーン3号（推薦枠）
- パッション屋良（推薦枠）
- イシバシハザマ（推薦枠）
- 河辺千恵子「キャンディベイベー」

竹山隆範が中継で随時出演。蒼井そらや河辺千恵子の携帯電話に電話をかけていた。

## お笑い登龍門
「お笑い登龍門」
月曜日深夜25:04～25:31(JST)に放送。冠番組への狭き入り口。
登龍芸人1組、ニューカマーの芸人2～3組の芸人（新星芸人）が登場、ネタを披露する。登龍芸人はネタのほかに別コーナーもある。お台場冒険王で2005年8月3日から8月5日までお笑いライブ開催。
- 出演芸人（2004年11月からは笑龍芸人）がネタを披露する時、笑龍娘のそらちゃんがドラを鳴らしてネタスタート。2005年1月24日放送から「笑龍芸人企画」は対戦相手を迎えての「笑龍芸人VS企画」にバージョンアップしたが、2005年3月をもって廃止。代わって、芸人が一発芸を披露する「マッハ登龍門」が2005年4月11日放送分から登場。（芸人登場前BGMはマッハGoGoGoの替え歌で、歌っているコーラス隊はロス・インディオス、笑いの金メダルに類似コーナーがある）

司会は伊藤利尋、戸部洋子。
- 構成：酒井健作、町田裕章、北本かつら、大野ケイスケ、大平カンフー（現大平尚志）、板坂尚/元祖爆笑王
- MA：吉田肇
- 技術協力：ニユーテレス、FLT、IMAGICA
- ディレクター：藪木健太郎、赤池洋文、平岡大二郎、松本祐紀、蜜谷浩弥
- AP：朝妻一、坪井貴史、北口富紀子、丸目博則（ザ・ワークス）、松本定子（ザ・ワークス）
- ゼネラルディレクター：三宅恵介
- 協力プロデューサー：加茂裕治、伊藤征章、宮道治朗、坪田譲治
- プロデューサー：佐々木将
- 制作：港浩一、吉田正樹

### お笑い登龍門に登場した芸人
| #   | 放送日     | 笑龍芸人 | ニューカマー芸人（新星芸人） |
| --- | ---------- | --- | --- |
| 1.  | 2004.10.18 | 千鳥 | POISON GIRL BAND、上々軍団 |
| 2.  | 2004.10.25 | 2丁拳銃 | タイムマシーン3号、イワイガワ |
| 3.  | 2004.11.1  | エレキコミック | ちむりん、上々軍団 |
| 4.  | 2004.11.8  | バナナマン | 井上マー、ハイキングウォーキング |
| 5.  | 2004.11.15 | アンガールズ | 浅越ゴエ、はんぺん |
| 6.  | 2004.11.22 | ザ・プラン9 | 流れ星、トータルテンボス |
| 7.  | 2004.11.29 | 麒麟 | POISON GIRL BAND、ちむりん |
| 8.  | 2004.12.6  | 千鳥 | タイムマシーン3号、東京ダイナマイト |
| 9.  | 2004.12.13 | トータルテンボス | メカドック、はんぺん |
| 10. | 2004.12.20 | お笑い×音箱登龍門ブチヌキSP 千鳥、エレキコミック、ザ・プラン9、トータルテンボス、タイムマシーン3号、ちむりん                                                              | お笑い×音箱登龍門ブチヌキSP 千鳥、エレキコミック、ザ・プラン9、トータルテンボス、タイムマシーン3号、ちむりん                                                              |
| 11. | 2005.1.10  | 笑龍芸人スペシャル・企画未公開集 | 笑龍芸人スペシャル・企画未公開集 |
| 12. | 2005.1.17  | タイムマシーン3号 | ピース、ハイキングウォーキング |
| 13. | 2005.1.24  | （以下、太字は笑龍芸人） エレキコミックVSトータルテンボス | ピース、Dice |
| 14. | 2005.1.31  | 笑い飯VSバナナマン | 恋のダイアル090、猫ひろし |
| 15. | 2005.2.7   | レギュラーVSタイムマシーン3号 | キャン×キャン、ナメリカ |
| 16. | 2005.2.14  | トータルテンボスVS千鳥 | 水玉れっぷう隊、末高斗夢 |
| 17. | 2005.2.21  | バナナマンVSタイムマシーン3号 | カナリア、ミルククラウン |
| 18. | 2005.2.28  | 東京ダイナマイト | 猫ひろし、三拍子 |
| 19. | 2005.3.7   | ザ・プラン9VSバナナマン | 東京03、平成ノブシコブシ |
| 20. | 2005.3.14  | POISON GIRL BANDVSトータルテンボス | アップダウン、インスタントジョンソン |
| 21. | 2005.3.21  | お笑い×音箱登龍門ブチヌキSP VOL.2 エレキコミック、麒麟、タイムマシーン3号、ザ・プラン9、バナナマン、POISON GIRL BAND、中ノ森BAND、巨乳まんだら王国、河辺千恵子            | お笑い×音箱登龍門ブチヌキSP VOL.2 エレキコミック、麒麟、タイムマシーン3号、ザ・プラン9、バナナマン、POISON GIRL BAND、中ノ森BAND、巨乳まんだら王国、河辺千恵子            |
| 22. | 2005.4.11  | 千鳥 | ハイキングウォーキング、ななめ45°、平成ノブシコブシ、ジンカーズ |
| 23. | 2005.4.18  | ザ・プラン9 | イシバシハザマ、宴人、ラフ・コントロール |
| 24. | 2005.4.25  | トータルテンボス | 三拍子、ブロードキャスト、ザブングル |
| 25. | 2005.5.2   | 麒麟 | ピース、Dice |
| 26. | 2005.5.9   | チュートリアル | ダブルブッキング、のろし（ますだおかだ推薦）、ジンカーズ、けんだま |
| 27. | 2005.5.16  | 東京03 | オオカミ少年、アジアン、瞬間メタル |
| 28. | 2005.5.23  | 東京ダイナマイト | 流れ星、パッション屋良、アジアン |
| 29. | 2005.5.30  | タカアンドトシ | ザブングル、メカドッグ、けんだま |
| 30. | 2005.6.7   | タイムマシーン3号 | ハイキングウオーキング、イシバシハザマ、 |
| 31. | 2005.6.13  | 千鳥 | 猫ひろし、パラシュート部隊、キングオブコメディ、猫ひろし、瞬間メタル、アンリミテッド                                                                                      |
| 32. | 2005.6.20  | エレキコミック | パッション屋良、ジンカーズ、ピース、マラドーナ |
| 33. | 2005.6.27  | お笑い×音箱ブチ抜きスペシャル3 大黒摩季、アジアン、ジンカーズ、パッション屋良、イシバシハザマ、及川奈央、瞬間メタル、流れ星、中ノ森BAND、JAGUAR                           | お笑い×音箱ブチ抜きスペシャル3 大黒摩季、アジアン、ジンカーズ、パッション屋良、イシバシハザマ、及川奈央、瞬間メタル、流れ星、中ノ森BAND、JAGUAR                           |
| 34. | 2005.7.4   | トータルテンボス | イシバシハザマ、平成ノブシコブシ、ダブルブッキング、三拍子 |
| 35  | 2005.7.11  | 麒麟、とろサーモン、プラスマイナス、パラシュート部隊、流れ星 | 麒麟、とろサーモン、プラスマイナス、パラシュート部隊、流れ星 |
| 36. | 2005.7.18  | 東京ダイナマイト、アジアン、パッション屋良、ザブングル、ハイキングウォーキング                                                                                            | 東京ダイナマイト、アジアン、パッション屋良、ザブングル、ハイキングウォーキング                                                                                            |
| 37. | 2005.7.25  | ザ・プラン9、タイムマシーン3号、イシバシハザマ、なすなかにし、平成ノブシコブシ                                                                                            | ザ・プラン9、タイムマシーン3号、イシバシハザマ、なすなかにし、平成ノブシコブシ                                                                                            |
| 38. | 2005.8.1   | 千鳥、瞬間メタル、ピース、のろし、けんだま | 千鳥、瞬間メタル、ピース、のろし、けんだま |
| 39. | 2005.8.8   | お笑い×音箱登龍門ブチヌキSP 第4弾 エレキコミック、イシバシハザマ、パッション屋良、巨乳まんだら王国、瞬間メタル、THE PINK☆PANDA、ピース、ザ・プラン9、河辺千恵子           | お笑い×音箱登龍門ブチヌキSP 第4弾 エレキコミック、イシバシハザマ、パッション屋良、巨乳まんだら王国、瞬間メタル、THE PINK☆PANDA、ピース、ザ・プラン9、河辺千恵子           |
| 40. | 2005.8.15  | お台場冒険王SP | 千鳥、南海キャンディーズ、パッション屋良、プラスマイナス、ドリームボンバー健、瞬間メタル、ザブングル、パンクブーブー、なすなかにし、あれきさんだーおりょう、江戸むらさき  |
| 41. | 2005.8.22  | お台場冒険王SP | 麒麟、タカアンドトシ、とろサーモン、安田大サーカス、品川庄司、オオカミ少年 ピース、けんだま、ミルククラウン、パラシュート部隊、さくらんぼブービー                         |
| 42. | 2005.9.5   | イシバシハザマ、バナナマン、ザ・プラン9、アジアン、インスタントジョンソン、レギュラー、ハイキングウォーキング、平成ノブシコブシ、ジンカーズ、猫ひろし                     | イシバシハザマ、バナナマン、ザ・プラン9、アジアン、インスタントジョンソン、レギュラー、ハイキングウォーキング、平成ノブシコブシ、ジンカーズ、猫ひろし                     |
| 43. | 2005.9.12  | 東京ダイナマイト、トータルテンボス、エレキコミック、POISON GIRL BAND、スピードワゴン、キングオブコメディ、東京03、タイムマシーン3号、あべこうじ、流れ星、ダブルブッキング | 東京ダイナマイト、トータルテンボス、エレキコミック、POISON GIRL BAND、スピードワゴン、キングオブコメディ、東京03、タイムマシーン3号、あべこうじ、流れ星、ダブルブッキング |
| 44. | 2005.9.19  | 麒麟、トータルテンボス、流れ星、ななめ45°、上々軍団 | 麒麟、トータルテンボス、流れ星、ななめ45°、上々軍団 |

#### 番外編
1. 2005年6月23日（24日未明）ニューカマーズ「お笑いダブルドラゴン」
ベテランと若手の芸人が日本青年館のステージでネタを披露、若手が大御所の楽屋に行きアドバイスをもらう。司会は伊藤利尋、はしのえみ内海桂子。出演は昭和のいる・こいる、宮川大助・花子、おぎやはぎ、安田大サーカス、マギー審司、マイケル、キャン×キャン。
2. 2005年7月14日（15日未明）ニューカマーズ「ブッキンガム宮殿」
誰かに会いたくてたまらない女王(戸部洋子)の元に「ある条件」の人物をがつれてくると、最高報酬10万円がもらえるらしい、という内容。出演は次長課長、チュパチャップス（ほっしゃん。&宮川大輔）。
3. 2005年10月1日23:30-24:30に「ウラ登龍門～芸人密着ドキュメント」(南海キャンディーズ、竹山隆範、ペナルティ、パッション屋良の私生活を密着して追う)

### お笑い登龍門 ガッハ
2005年10月17日25:00～26:00(JST)から2007年3月19日までフジテレビ721で「お笑い登龍門 ガッハ」として再出発。放送日は月曜日深夜25:00～26:00、金曜日20:00～21:00、日曜日11:00～12:00（いずれも日本標準時）。
出場芸人
1. 麒麟、東京03、U字工事、ビーム、5番6番、パッション屋良
2. 東京ダイナマイト、ななめ45゜、磁石、チョップリン、タイムマシーン3号、瞬間メタル
3. バナナマン、三拍子、インスタントジョンソン、さくらんぼブービー、流れ星、あれきさんだーおりょう
4. タカアンドトシ、江戸むらさき、ダブルブッキング、Hi-Hi、オードリー、島田夫妻
5. 千鳥、猫ひろし、ザブングル、我が家、きぐるみピエロ、天然もろこし
6. 東京03、キングオブコメディ、号泣、ジンカーズ、U字工事、川村エミコ
7. FUJIWARA、ビーム、島田夫妻、5番6番、オードリー、パッション屋良
8. タイムマシーン3号、ななめ45゜、きぐるみピエロ、猫ひろし、瞬間メタル、安田大サーカス
9. キングオブコメディ、飛石連休、ラバーガール、イヌがニャーと泣いた日、髭男爵、響
10. トータルテンボス、流れ星、ダブルブッキング、鼻エンジン、Dice、超新塾
11. 東京ダイナマイト、瞬間メタル、あべこうじ、島田夫妻、タイムマシーン3号、江戸むらさき
マッハ芸人・オードリー、安井順平
  - 「芸人お泊り会」松田大輔（東京ダイナマイト）、山本浩司（タイムマシーン3号）、タケタリーノ山口（瞬間メタル）

12. エレキコミック、ザブングル、川村エミコ、U字工事、キングオブコメディ、猫ひろし
浮世絵師、クールポコ
  - 「海で遊ぶ芸人の会」今野浩喜（キングオブコメディ）、加藤歩（ザブングル）、川村エミコ

13. 東京03、5番6番、EE男、パッション屋良、ピース、ガッポリ建設
弾丸ジャッキー、狩野英孝
  - 「鎌倉ぶら～り幸せGETの旅」東京03、パッション屋良

14. インスタントジョンソン、パッション屋良、宴人、オードリー、バカリズム、超新塾
竹内大納言ターボα、はんにゃ
  - 「第一回関節ダイナマイト」パッション屋良、流れ星、ラヴドライブ、くまだまさし、福島（ガリットチュウ）、パンチ（ミスマッチグルメ）

15. タカアンドトシ、ザ・たっち、ハマカーン、やまもとまさみ、クールポコ、ビーム
アイデンティティ、HEY!たくちゃん
  - 「突撃！笑いの晩ごはん」タカアンドトシ、吉村（平成ノブシコブシ）、黒瀬（パンクブーブー）、宮地（ニブンノゴ!）

16. キングオブコメディ、三拍子、流れ星、髭男爵、ダブルブッキング、瞬間メタル
  - 「お笑い刑事」瞬間メタル、流れ星、くまだまさし、ゆうぞう（インスタントジョンソン）

17. 博多華丸・大吉、あれきさんだーおりょう、カメレオンブラザース、ザブングル、飛石連休、ビーム
18. タイムマシーン3号、イヌがニャーと泣いた日、イワイガワ、超新塾、東京03、にしおかすみこ
19. バナナマン、EE男、U字工事、キャン×キャン、トータルテンボス、やまもとまさみ
20. 2丁拳銃、オードリー、瞬間メタル、どきどきキャンプ、パッション屋良、ラバーガール
21. 流れ星、ラバーガール、平成ノブシコブシ、パッション屋良、トップリード、タイムマシーン3号
  - 「ファミレストーク THE 6名様」井上マー、タケト（Bコース）、タケタリーノ山口（瞬間メタル）、岩井ジョニ男（イワイガワ）、ハマカーン浜谷健治、ハイキングウォーキングQちゃん

斜線は、蒼井そらに携帯電話のメモリーをチェックされた芸人
22. オジンオズボーン、こばやしけん太、キャン×キャン、ダーリンハニー、マチコ、キングオブコメディ
  - 「ファミレストーク THE 6名様」ハローバイバイ関暁夫、ニブンノゴ!森本英樹、カナリアボン溝黒、猫ひろし、山本浩司（タイムマシーン3号）、U字工事益子卓郎

23. 流れ星、ラバーガール、平成ノブシコブシ、パッション屋良、トップリード、タイムマシーン3号
  - 「ファミレストーク THE 6名様」井上マー、タケト（Bコース）、タケタリーノ山口（瞬間メタル）、岩井ジョニ男（イワイガワ）、浜谷健治（ハマカーン）、Qちゃん（ハイキングウォーキング）
  - マッハ登竜門:柳原可奈子、ジャックモンデシー

24. オジンオズボーン、こばやしけん太、キャン×キャン、ダーリンハニー、マチコ、キングオブコメディ
  - 「ファミレストーク THE 6名様」関暁夫（ハローバイバイ）、森本英樹（ニブンノゴ!）、ボン溝黒（カナリア）、猫ひろし、山本浩司（タイムマシーン3号）、益子卓郎（U字工事）

25. ザブングル、クールポコ、U字工事、星野卓也、THE GEESE、ハイキングウォーキング
  - 「ファミレストーク THE 6名様」あべこうじ、加藤歩（ザブングル）、ちゅうえい（流れ星）、くまだまさし、杉山裕之（我が家）、功力富士彦

26. 我が家、東京03、HEY!たくちゃん、瞬間メタル、上々軍団、超新塾
  - 「ファミレストーク THE 6名様」新塾タイガー（超新塾）、山本吉貴、林克治（カリカ）、角田晃広（東京03）、吉田大吾（POISON GIRL GAND）、パッション屋良

27. U字工事、コンマニセンチ、ダークホース、猫ひろし、ビーム、江戸むらさき
  - 「ファミレストーク THE 6名様」ユウキロック（ハリガネロック）、金成公信（ハローバイバイ）、やまもとまさみ、江原寅次郎（ダークホース）、松田大輔（東京ダイナマイト）、徳井健太（平成ノブシコブシ）

ザブングル、キングオブコメディ
28. タイムマシーン3号、弾丸ジャッキー、超新塾、パッション屋良、ラバーガール、オードリー
29. 「ファミレストーク THE 6名様」藤田憲右（トータルテンボス）、今野浩喜（キングオブコメディ）、バカリズム、山口宇史（EE男）、竹森 巧（アップダウン）、藤原一裕（ライセンス）
30. オジンオズボーン、トップリード、やまもとまさみ、三拍子、EE男、東京ダイナマイト
31. 「ファミレストーク THE 6名様」大地洋輔（ダイノジ）、今仁靖久（ビーム）、重岡謙作（ラフ・コントロール）、瀧上伸一郎（流れ星）、入江慎也（カラテカ）、長浜之人（キャン×キャン）
32. （最終回）瞬間メタル、井上マー、いち・もく・さん、どきどきキャンプ、ハマカーン、バカリズム
  - 「ファミレストーク THE 6名様」ヒデ （ペナルティ）、ドロンズ石本、若月徹（若月）、スマイリーキクチ、片岡正徳（オオカミ少年）、児嶋一哉 （アンジャッシュ）

### お笑い登龍門ギャッハ
フジテレビ721で2007年4月10日22:00～23:00（JST）から2008年3月24日まで放送。人志松本のすべらない話のスタッフで製作している為、お笑い登龍門 ガッハ時代（第21回放送以降）からのトークコーナー「ファミレストークTHE6名様」を中心に、お笑い芸人の演芸ライブを放送。毎回MVPが決定され、MVPは次の回放送分の司会担当者（MC）となる。芸人MC形式にリニューアルされたので、地上波放送から出演していた「お笑い登龍門 ガッハ」時代の司会の3人は降板。
各回MVP（次の回次MC、その他の企画内容はMVP芸人のネタ披露回）
1. パッション屋良
2. とろサーモン（その他内容：「10minutes」レギュラー、あべこうじ）
3. TKO
4. ザブングル
5. キャン×キャン（「10minutes」TKO、パッション屋良、オードリー）
6. 東京03
7. 髭男爵
8. 狩野英孝
9. にしおかすみこ
10. 弾丸ジャッキー（その他内容「AIR」前編：大地洋輔、ザブングル加藤歩、鈴木Q太郎、鈴木あきえ、インポッシブル井元英志）
11. HEY!たくちゃん（その他内容「AIR」後編）
12. アントキの猪木（その他内容「AIR」前編）
13. トップリード（その他内容「AIR」後編）
14. ザブングル（その他内容「ギャッハニュース」芸人たちの暴露ニュース）
15. どきどきキャンプ（その他内容「ギャッハニュース」）
16. しずる（その他内容「ギャッハニュース」）
17. キャン×キャン（その他内容「ギャッハニュース」）
18. 若月（その他内容「ギャッハニュース」）

スタッフ
プロデューサー：佐々木将
演出：西原伸行
ディレクター:桐谷太一、中川大輔、池田哲也、高野勝矢
AP:中田美津子
AD:廣井敦（エンピロイー）、岡田恵里、野本大樹（フォーミュレーション）
制作：フジテレビ

## 音箱登龍門
音箱登竜門（CLUB TORYUMON）月曜深夜25:31～25:58に放送。
「Cutie Pink」「Funky YELLOW」「Cool Blue」の3つのジャンルに分けられたミュージシャンがライブパフォーマンスを披露、ライブパフォーマンスの後にはハコの主（司会者）であるリュウさんと中野美奈子がミュージシャンにトークで迫っていく。装置メガネ 等、熱唱オンエアバトルの出場者が出演している事もある。番組最後に見られる中野の放送コードギリギリの問題発言（性的なネタを含む）も話題になっている。
サビデビ
- 女性が懐メロのサビだけを歌い視聴者審査にかかるコーナー。

1. 1stステージ優勝・寺田有希（てらだ ゆき）身長152cm、血液型AB型。
2. 2ndステージ優勝・小山舞（こやま まい）
3. 3rdステージ優勝・池上純子（スタイリスト）血液型A型、身長157cm
4. 4thステージ優勝・船岡咲（ふなおか さき）身長150.5cm

お台場冒険王で2005年8月1日、8月2日の両日にライブイベント開催。サビデビ2ndステージ優勝者の小山舞も出演。
スタッフ
- エグゼクティブプロデューサー：石田弘
- 協力プロデューサー：きくち伸、清水宏泰
- プロデューサー：佐々木将
- ディレクター:藪木健太郎、萬匠祐基
- AP:柳岡克則
- 制作：フジテレビ

### 音箱登龍門に登場した歌手
| #   | 放送日         | cutie pink | funky yellow | cool blue | DRAGON Z |
| --- | -------------- | --- | --- | --- | --- |
| 1.  | 2004年10月18日 | 河辺千恵子 | ソープランド揉美山 | Rocket K | |
| 2.  | 2004年10月25日 | 武田真理子 | ミスゴブリン | tetrapletrap-F | |
| 3.  | 2004年11月1日  | 大山なつ | SPW | 木村カエラ | |
| 4.  | 2004年11月8日  | 蒼井そら | びゅーちふるず | 奥村愛子 | |
| 5.  | 2004年11月15日 | 阿井莉沙 | 漁港 | ジムノペディ | |
| 6.  | 2004年11月22日 | みひろ | 大田クルー | bonobos | |
| 7.  | 2004年11月29日 | PARADISE GO!! GO!! | ペーソス | 風味堂 | |
| 8.  | 2004年12月6日  | 佐藤麻紗 | 秘密博士とエンペラーズ | メガマサヒデ | |
| 9.  | 2004年12月13日 | 河辺千恵子 | 巨乳まんだら王国 | Hi-Timez | |
| 10. | 2004年12月20日 | お笑い&音箱ブチ抜きスペシャル! 木村カエラ、千鳥、エレキコミック、タイムマシーン3号、河辺千恵子、トータルテンボス、ザ・プラン9、ちむりん、ミスゴブリン           | お笑い&音箱ブチ抜きスペシャル! 木村カエラ、千鳥、エレキコミック、タイムマシーン3号、河辺千恵子、トータルテンボス、ザ・プラン9、ちむりん、ミスゴブリン           | お笑い&音箱ブチ抜きスペシャル! 木村カエラ、千鳥、エレキコミック、タイムマシーン3号、河辺千恵子、トータルテンボス、ザ・プラン9、ちむりん、ミスゴブリン           | |
| 11. | 2005年1月17日  | 嘉陽愛子 | ミスゴブリン | JINDOU | |
| 12. | 2005年1月24日  | MAI | 間慎太郎 | ジムノペディ | |
| 13. | 2005年1月31日  | 長澤奈央 | DANBALL BAT | 中ノ森BAND | |
| 14. | 2005年2月7日   | 優木まおみ | エレキコミック&曽我部恵一 | CRIMSON | |
| 15. | 2005年2月14日  | 杏さゆり | 巨乳まんだら王国 | ロレッタセコハン | |
| 16. | 2005年2月21日  | 雅～MIYABI～ | 装置メガネ | THE PINK☆PANDA | |
| 17. | 2005年2月28日  | 黒川芽以 | コーヒーカラー | 根食真実 | |
| 18. | 2005年3月7日   | 石坂ちなみ | BEAT★NATURE | AMADORI | |
| 19. | 2005年3月14日  | お笑い×音箱ブチ抜きSP2 エレミコミック、麒麟、タイムマシーン3号、ザ・プラン9、バナナマン、POISON GIRL BAND、中ノ森BAND、巨乳まんだら王国、河辺千恵子             | お笑い×音箱ブチ抜きSP2 エレミコミック、麒麟、タイムマシーン3号、ザ・プラン9、バナナマン、POISON GIRL BAND、中ノ森BAND、巨乳まんだら王国、河辺千恵子             | お笑い×音箱ブチ抜きSP2 エレミコミック、麒麟、タイムマシーン3号、ザ・プラン9、バナナマン、POISON GIRL BAND、中ノ森BAND、巨乳まんだら王国、河辺千恵子             | |
| 20. | 2005年3月21日  | 音箱登龍門総集編&中野美奈子緊急CD企画スペシャル | 音箱登龍門総集編&中野美奈子緊急CD企画スペシャル | 音箱登龍門総集編&中野美奈子緊急CD企画スペシャル | |
| 21. | 2005年4月11日  | 高橋瞳 | THE冠 | 植村花菜 | |
| 22. | 2005年4月18日  | アジュール | 漁港 | レトロ本舗 | |
| 23. | 2005年5月2日   | ニコモノ | リュウ&美奈子 | パピーペット | |
| 24. | 2005年5月9日   | 及川奈央 | 花団 | #18 | |
| 25. | 2005年5月16日  | 飯塚絵理 | ミドリカワ書房 | PINK☆PANDA | |
| 26. | 2005年5月23日  | 佐藤寛子 | JAGUAR | 中ノ森BAND | |
| 27. | 2005年5月30日  | かでなれおん | | Full Of Harmony | 鈴木亜美 |
| 28. | 2005年6月6日   | 小森未来 | | マキシマム・ザ・ホルモン | 華原朋美 |
| 29. | 2005年6月13日  | みひろ | タイガーリリィ | | 倖田來未 |
| 31. | 2005年6月27日  | お笑い×音箱ブチ抜きスペシャル3 大黒摩季、アジアン、ジンカーズ、パッション屋良、イシバシハザマ、瞬間メタル、及川奈央、流れ星、中ノ森BAND、JAGUAR                 | お笑い×音箱ブチ抜きスペシャル3 大黒摩季、アジアン、ジンカーズ、パッション屋良、イシバシハザマ、瞬間メタル、及川奈央、流れ星、中ノ森BAND、JAGUAR                 | お笑い×音箱ブチ抜きスペシャル3 大黒摩季、アジアン、ジンカーズ、パッション屋良、イシバシハザマ、瞬間メタル、及川奈央、流れ星、中ノ森BAND、JAGUAR                 | お笑い×音箱ブチ抜きスペシャル3 大黒摩季、アジアン、ジンカーズ、パッション屋良、イシバシハザマ、瞬間メタル、及川奈央、流れ星、中ノ森BAND、JAGUAR                 |
| 32. | 2005年7月4日   | 愛川ゆず季 | ちゅらら | | ZEEBRA |
| 33. | 2005年7月4日   | HINOIチーム | K-SAMA☆ロマンフィルム | | kiroro |
| 34. | 2005年7月11日  | 小野真弓 | TAROかまやつ | | 大塚愛 |
| 35. | 2005年7月18日  | 浜田翔子 | | O's | Sowelu |
| 36. | 2005年7月25日  | 花井美里 | セックスマシーン | | Do As Infinity |
| 37. | 2005年8月1日   | 大久保麻梨子 | 巨乳まんだら王国 | デリカテッセン | |
| 38. | 2005年8月8日   | お笑い×音箱登龍門ブチヌキSP 第4弾 エレキコミック、イシバシハザマ、パッション屋良、巨乳まんだら王国、瞬間メタル、THE PINK☆PANDA、ピース、ザ・プラン9、河辺千恵子 | お笑い×音箱登龍門ブチヌキSP 第4弾 エレキコミック、イシバシハザマ、パッション屋良、巨乳まんだら王国、瞬間メタル、THE PINK☆PANDA、ピース、ザ・プラン9、河辺千恵子 | お笑い×音箱登龍門ブチヌキSP 第4弾 エレキコミック、イシバシハザマ、パッション屋良、巨乳まんだら王国、瞬間メタル、THE PINK☆PANDA、ピース、ザ・プラン9、河辺千恵子 | お笑い×音箱登龍門ブチヌキSP 第4弾 エレキコミック、イシバシハザマ、パッション屋良、巨乳まんだら王国、瞬間メタル、THE PINK☆PANDA、ピース、ザ・プラン9、河辺千恵子 |
| 39. | 2005年8月15日  | 夏deライブdaバーン!! 鈴木亜美、河辺千恵子、ハレンチ☆パンチ、及川奈央、サビデビ4thSTAGE優勝者・船岡咲                                                            | 夏deライブdaバーン!! 鈴木亜美、河辺千恵子、ハレンチ☆パンチ、及川奈央、サビデビ4thSTAGE優勝者・船岡咲                                                            | 夏deライブdaバーン!! 鈴木亜美、河辺千恵子、ハレンチ☆パンチ、及川奈央、サビデビ4thSTAGE優勝者・船岡咲                                                            | 夏deライブdaバーン!! 鈴木亜美、河辺千恵子、ハレンチ☆パンチ、及川奈央、サビデビ4thSTAGE優勝者・船岡咲                                                            |
| 40. | 2005年8月22日  | 夏deライブdaバーン!! hitomi、中ノ森BAND、THE PINK☆PANDA、Zwei、（サビデビ優勝者）寺田有希・小山舞                                                               | 夏deライブdaバーン!! hitomi、中ノ森BAND、THE PINK☆PANDA、Zwei、（サビデビ優勝者）寺田有希・小山舞                                                               | 夏deライブdaバーン!! hitomi、中ノ森BAND、THE PINK☆PANDA、Zwei、（サビデビ優勝者）寺田有希・小山舞                                                               | 夏deライブdaバーン!! hitomi、中ノ森BAND、THE PINK☆PANDA、Zwei、（サビデビ優勝者）寺田有希・小山舞                                                               |
| 41. | 2005年9月5日   | 夏deライブdaバーン!! THE冠、漁港、装置メガネ、JAGUAR、マキシマム・ザ・ホルモン、巨乳まんだら王国                                                                | 夏deライブdaバーン!! THE冠、漁港、装置メガネ、JAGUAR、マキシマム・ザ・ホルモン、巨乳まんだら王国                                                                | 夏deライブdaバーン!! THE冠、漁港、装置メガネ、JAGUAR、マキシマム・ザ・ホルモン、巨乳まんだら王国                                                                | 夏deライブdaバーン!! THE冠、漁港、装置メガネ、JAGUAR、マキシマム・ザ・ホルモン、巨乳まんだら王国                                                                |
| 42. | 2005年9月19日  | 総集編 | 総集編 | 総集編 | 総集編 |

## スタッフ
- 制作：港浩一・吉田正樹
- プロデューサー：佐々木 将
  - 板谷栄司（音楽監修）
  - 伊藤征章（お笑い監修）
- 演出・萬匠祐基
- ナレーション：三村ロンド

第二制作部若手オールスタッフ
- 制作・フジテレビジョンバラエティ制作センター